# 자크 파통
자크 파통(프랑스어: Jacques Fatton, 1925년 12월 19일 ~ 2011년 7월 25일)은 스위스의 전 축구 선수이다.
파통은 프랑스에서 태어났지만 올랭피크 리옹에서 활약한 세 시즌을 제외하고는 모두 스위스의 세르베트 FC에서 선수 생활의 전부를 보냈다.
또한 파통은 스위스 축구 국가대표팀으로 1950년 FIFA 월드컵, 1954년 FIFA 월드컵에도 출전하였다.